# 太上感応篇
『太上感応篇』（たいじょうかんのうへん）は、南宋初期に作られた道教の経典で、善行を勧め悪行を戒める善書の代表的な書物。

## 成立
道蔵の太清部に収める『太上感応篇』は30巻からなり、李昌齢の伝と鄭清之の賛が加えられている。吉岡義豊によるとこの李昌齢は『宋史』に載っている北宋の人ではなく、李石ともいう南宋の紹興・乾道年間（12世紀）の人である。また鄭清之（1176-1251）はそれより少し後の人物である。30巻の大部分は李昌齢の伝であり、本文はごく短い。
『太上感応篇』の作者と正確な成立年は明らかでない。『宋史』では李昌齢の作とするが、李昌齢は伝（注釈）を書いた人であって作者ではない。吉岡によると隆興2年（1164年）に成立した李石『楽善録』に『太上感応篇』が全文引用されているのでそれ以前の作であるという。

## 内容
『太上感応篇』は全文1274字からなる。冒頭に「司過の神」が人間の罪の重さに応じて禍を与えること、三台・北斗神君などが罪を記録し、三尸・竈神などが罪を報告することを記す。その後、善行と悪行を羅列しているが、悪行の方がはるかに多い。
内容は『抱朴子』の抜粋に近く、とくに内篇の対俗・微旨両編と関係が深い。

## 影響
道蔵本の序文によれば、『太上感応篇』は理宗による「諸悪莫作、衆善奉行」の題識を加えて出版された。
『太上感応篇』は善書の代表として流行し、図説なども作られ、民間の善書流通の基礎を作った。清中期になると『太上感応篇』『陰隲文』『覚世真経』をあわせて三聖経と呼び、ひとまとめにして扱うようになった。
一方、茅盾の小説『子夜』では、『太上感応篇』が封建思想の象徴として使われている。

## 翻訳
『太上感応篇』は1816年にアベル・レミュザによってフランス語に翻訳された。1891年にはジェームズ・レッグにより『東方聖典叢書』の一部として英語に翻訳された。
日本語訳（読み下し）は小柳司気太・飯島忠夫『道教聖典』（1923年）に含まれる。